# Evangelische Stadtkirche Geislingen

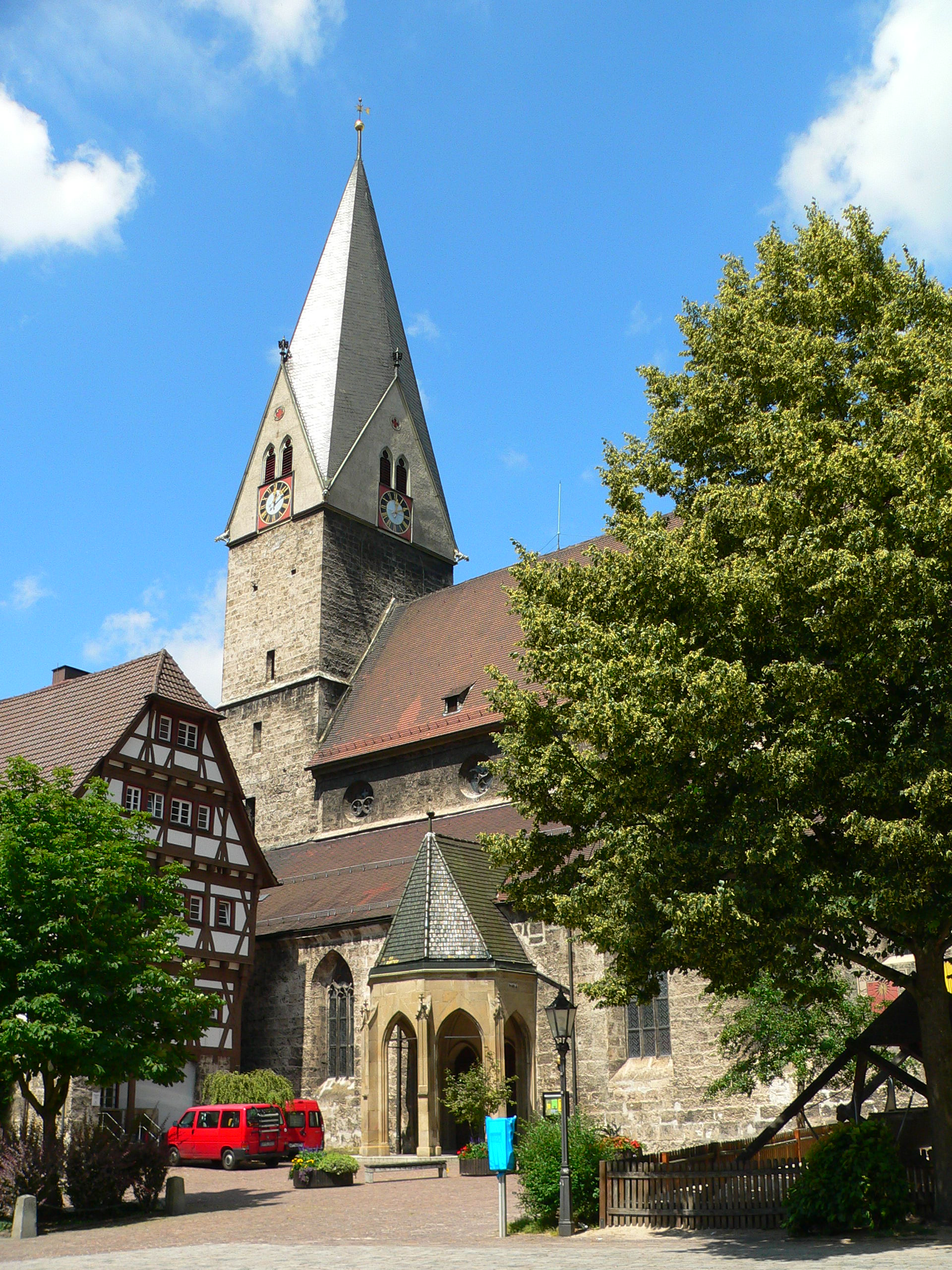
Evangelische Stadtkirche

Die von 1424 bis 1440 erbaute, heute evangelische Stadtkirche ist mit ihrem hohen Mittelschiff und dem 63 Meter hohen Turm eine der imposantesten Sehenswürdigkeiten in der baden-württembergischen Stadt Geislingen an der Steige. Sie gehört zur evangelischen Kirchengemeinde Geislingen im Kirchenbezirk Geislingen-Göppingen der Evangelischen Landeskirche in Württemberg.

## Geschichte
Die Geislinger Stadtkirche ist wohl ein Werk der Ulmer Münsterbauhütte und ihres Baumeisters Hans Kun. Sie wurde ab 1424 auf Betreiben der Reichsstadt Ulm erbaut. Schon 1428 konnte die Kirche zu Ehren der heiligen Maria durch den Weihbischof von Konstanz geweiht werden. Das Bautempo setzte eine leistungsfähige Bauhütte voraus. Die Kirche konnte damals die gesamte Geislinger Bürgerschaft aufnehmen.
Um 1890 machte sich insbesondere der amtierende Dekan des Kirchenbezirks Geislingen, Karl Albert Wilhelm Bacmeister, maßgeblich um den Umbau, die Erneuerung und Verschönerung der Stadtkirche Geislingen verdient. Die Renovierung und neugotische Umgestaltung wurde dem bekannten Kirchbau-Architekten Heinrich Dolmetsch anvertraut. Sie konnte mit der Wiedereinweihung am 18. Dezember 1892 abgeschlossen werden.
Zwischen 1973 und 1976 fand unter Leitung des Ulmer Architekten Folker Mayer eine erneute Restaurierung des Innenraums statt, bei der Altar, Taufstein, Gestühl und Fußboden erneuert wurden. Auch weitere neugotische Veränderungen wurden weitgehend rückgängig gemacht (Skulpturen entfernt, Quadermalerei an den Wänden des Schiffs übertüncht) und die Chorfenster neu gestaltet. Lediglich die aus dem Jahr 1892 stammenden Seitenschifffenster wurden beibehalten.
Eine umfangreiche Außenrenovierung mit Steinsanierung wurde zweistufig in den Jahren 2005 und 2010 durchgeführt.
Seit Ende des Jahres 2020 erfolgt eine umfangreiche Renovierung des Daches.

## Architektur
Aus der Architektur lässt sich schließen, dass der Bau der spätgotischen Pfeilerbasilika unter der Oberleitung der Ulmer Münsterbauhütte gestanden hat. Wegen des verwendeten porösen Tuffsteins aus der Geislinger „Steingrube“, der kaum bildhauerische Bearbeitung zuließ, ist der Bau sehr schlicht gehalten. Es finden sich außen fast keine bauzeitlichen Schmuckplastiken. „Erst in den Jahren 1856 bis 1858 erfolgte die Einwölbung der drei Schiffe des Langhauses. Der Turm, der zur Hälfte in das Schiff eingebaut ist, wurde 1861 erneuert, im Zuge dessen wurde die Turmhaube mit den vier Giebeln und dem hohen Zeltdach aufgesetzt.“ Durch die Bau- und Gestaltungsmaßnahmen von Baurat Heinrich Dolmetsch bis 1892 änderte sich das Kircheninnere von einer Querkirche zur im 19. Jahrhundert wieder gewünschten Längsorientierung. Der Charakter und die Innenraumfassung einer Querkirche kann angenommen werden spätestens ab dem Einbau der Kanzel 1621 am mittleren Nordpfeiler – zu einem Zeitpunkt, an dem im engeren und weiteren Umkreis in Städten (Göppingen, Ulm, Vaihingen/Enz, Waldenbuch) und Dörfern diese Konzeption unter herzoglich-württembergischem wie auch reichsstädtischem Einfluss üblich geworden war.

### Gewölbe
Das Chorgewölbe stammt aus dem 15. Jahrhundert. Die Bemalung wurde bereits 1892 in Resten freigelegt und nachempfunden und 1973 bis 1976 etwas reduziert erneuert. Die Schiffgewölbe wurden im Haupt- und den Seitenschiffen anstelle der frühbauzeitlichen Flachdecken erst in den Jahren 1856–1858 mit Holzrippen und Latten- und Rohrgeflecht-Konstruktion als Putzträger eingebaut. Die Bemalung geschah mit „sinnbildlichen“ Motiven, die der christlich-ikonografischen Überlieferung entnommen und teilweise mit Bibelzitaten versehen waren.

### Dachstuhl
Beim Dachstuhl der Stadtkirche handelt es sich um einen sog. „liegenden Stuhl“. Eine solche Konstruktion war für die Bauzeit der Geislinger Stadtkirche (1424–1428) ausgesprochen modern. Der Dachstuhl wurde wohl 1427 errichtet. Neben dem Dachstuhl des alten Rathauses in Esslingen (1430) und dem ältesten dieser Art in Schwäbisch Hall (1400 Johanniterkirche) ist die Konstruktion in Geislingen damit eines der ersten Beispiele für diese Technik. Am Südschiff müssen Teile des Dachstuhles seit 2020 erneuert werden, da durch das undichte Dach Feuchtigkeit in den Dachstuhl eingedrungen ist. Die evangelische Kirchengemeinde in Geislingen hat dazu eine Spendenaktion gestartet, von der man sich Unterstützung bei der Renovierung erhofft.

## Ausstattung

### Chorgestühl
Besonders sehenswert ist das 1512 von Jörg Syrlin d. J. geschnitzte Chorgestühl aus Eichenholz. Es findet seine Ergänzung in der Levitenbank. Erkennbar sind der Reichsadler sowie das Ulmer und Geislinger Wappen.

### Altarschrein
In der Kirche befindet sich ein Marien- oder Sebastiansaltar. Geschaffen wurde er vom Ulmer Meister Daniel Mauch um 1529. Deutlich erkennbar ist in der Mitte des Schreines die hl. Jungfrau Maria. Sie ist die Schutzpatronin der Kirche. Unterhalb des Altarbildes sind zwei Gruppendarstellungen des Fegfeuers erkennbar, die vermutlich von Jörg Syrlin dem Älteren stammen. Auf den Innenseiten der Flügel sind der hl. Rochus (linker Flügel) und die hl. Elisabeth (r.) zu finden. Die Darstellung des heiligen Sebastian ist im Baldachin erkennbar. Der Altar befindet sich im Chor der Kirche, diente ursprünglich jedoch wohl als Seitenaltar, und hat als einziger von acht Stadtkirchen-Altären den nachreformatorischen Bildersturm überstanden.

### Portale
Im Feld über dem Nordportal ist das 1678 erneuerte Stifterrelief zu sehen, heute die einzige Skulptur außen an der Kirche. Es zeigt die symbolische Übergabe der Stadtkirche durch den Ulmer Ratsherren Claus Umgelter. Das Südportal am Kirchplatz erhielt 1467 durch Hans von Windsheim eine aus den fünf Seiten eines Achtecks gebildete Vorhalle, das „Kirchle“, aus Donzdorfer Sandstein, der bildhauerische Bearbeitung (zum Beispiel Fialen) zulässt.

### Kanzel
Die Kanzel mit Beschlagwerk und mächtigem Schalldeckel stammt aus dem Jahr 1621. Von ihrem angestammten Platz am mittleren Nordpfeiler gegenüber der Querkirchen-Bestuhlung wurde sie bei der grundlegenden Renovierung und Neugestaltung Ende des 19. Jahrhunderts um ein Joch weiter nach Osten versetzt und zugleich das neue Parterregestühl darauf längs ausgerichtet.

### Glasgemälde
Zur neugotischen Farbverglasung der drei Chorfenster, die wohl aus den 1860er Jahren stammte und 1892 beibehalten wurde, ist weiter nichts bekannt als deren Themen (Geburt, Tod und Auferstehung Christi). Im Zuge der Renovierung 1975/76 jedenfalls wurde die Stadtkirche durch drei neue Chorfenster und weitere Farbverglasungen bereichert, entworfen von dem Glasmaler Hans Gottfried von Stockhausen. Sie hüllen den Raum in das gedämpfte Licht ihrer transparenten Farben. Alle Fenster sind sehr kleinteilig gehalten. In ihrer theologischen Thematik sind vor allem die Chorfenster aufeinander abgestimmt.

#### Chorfenster
- Linkes Fenster – Die Schöpfung: Der 1. Schöpfungstag: Das Licht – Der 2. Schöpfungstag: Himmel und Erde – Der 3. Schöpfungstag: Das Trockene und das Nasse – Der 4. Schöpfungstag: Scheidung von Licht und Finsternis – Der 5. Schöpfungstag: Erschaffung der Vögel und der Fische – Der 6. Schöpfungstag: Erschaffung des Menschen – Der 7. Tag: „Und ruhte am siebenten Tag von allen seine Werken, die er machte“
- Mittleres Fenster – Die Erlösung: Im Mittelfenster wird thematisch das Leben Jesu in den Zusammenhang mit den Werken der Barmherzigkeit gestellt
- Rechtes Fenster – Die Bilder von der Kirche im Neuen Testament: Die Kirche, Gottes Bauwerk – Das königliche Priestertum – Der neue Mensch – Hirte und Herde – Das große Netz – Der Baum des Lebens – Weinstock und Rebe

#### Weitere Fenster
- Das Westfenster thematisiert die Endzeit-Visionen der Offenbarung des Johannes.
- Im Paulus-Beck-Raum unter der Empore befindet sich ein Marienfenster. Es zeigt Maria mit dem Kind auf einem Regenbogen sitzend.

## Skulpturen und Wandgestaltung

### Kreuzigungsgruppe
Die spätgotische Kreuzigungsgruppe, hoch über dem Altar hängend, ist wohl vor 1500 entstanden. Der Bildhauer ist unbekannt, aber wohl aus einer namhaften Ulmer Werkstatt. Neben dem Gekreuzigten stehen Maria und Johannes. Ein Engel mit Blutkelch verbindet das Sterben Jesu mit dem Abendmahl.

### Ehemalige neugotische Ausstattung
Einige Elemente der neugotischen Ausstattung, 1973–1976 wieder entfernt, seien zur historischen Dokumentation erwähnt, zumal es Plan- und Fotomaterial sowie eingelagerte Stücke gibt. Im kirchlichen Bauwesen des ausgehenden 19. Jahrhunderts wurde einer reichhaltigen ornamentalen und sinnbildlichen Dekoration hohe Bedeutung in Verkündigung und Weitergabe religiöser Inhalte beigemessen, wofür nach dem Zweiten Weltkrieg dann das Verständnis abhandenkam. Wohl speziell in Geislingen spielte es eine Rolle, dass die ortsansässige Württembergische Metallwarenfabrik (WMF) mit der neu entwickelten Galvanoplastik auch für sakrale Zwecke preiswerte Skulpturen und Bildnis-Medaillons herstellen konnte, worauf gerade kirchliche Stellen aus künstlerischen und finanziellen Gründen und im Bemühen um moderne Kirchenraumgestaltung gerne eingingen. An drei Stellen der Geislinger Stadtkirche wurden galvanoplastische Bildnisse platziert:
- Im „Kirchle“ am Südportal wurde die Tür-Mittelkonsole mit einer Statue „Der gute Hirte“ versehen. Das Modell dazu – gestiftet vom württembergischen Verein für christliche Kunst – schuf der Stuttgarter Bildhauer Albert Gäckle, die Begleitmalerei zur Statue im Tympanon der Stuttgarter Kirchenmaler Theodor Bauerle.[11] Wohl um die Mitte des 20. Jahrhunderts fand sie im Kirchenraum einen neuen Platz an der Nordwand gegenüber der Kanzel. Ihr Verbleib seit 1976 ist nicht bekannt.
- Sechs musizierende Engel und eine David-Statue an der Westwand über der Orgel. Sie stehen – unvollständig – auf dem Dachboden der Martinskirche Geislingen-Altenstadt.
- Das große Christusmedaillon am Chorbogen, eine Stiftung der Firma WMF. Der Verbleib seit 1976 ist nicht bekannt.

Die freie Gewölbemalerei im Chor und Langhaus und die schablonierte Dekorationsmalerei (Entwurf: Baurat Heinrich Dolmetsch) an den Wänden des Kirchenschiffs schuf der in Württemberg zwischen 1880 und 1910 in vielen Kirchen tätige Kgl. Hofdekorationsmaler Eugen Wörnle.

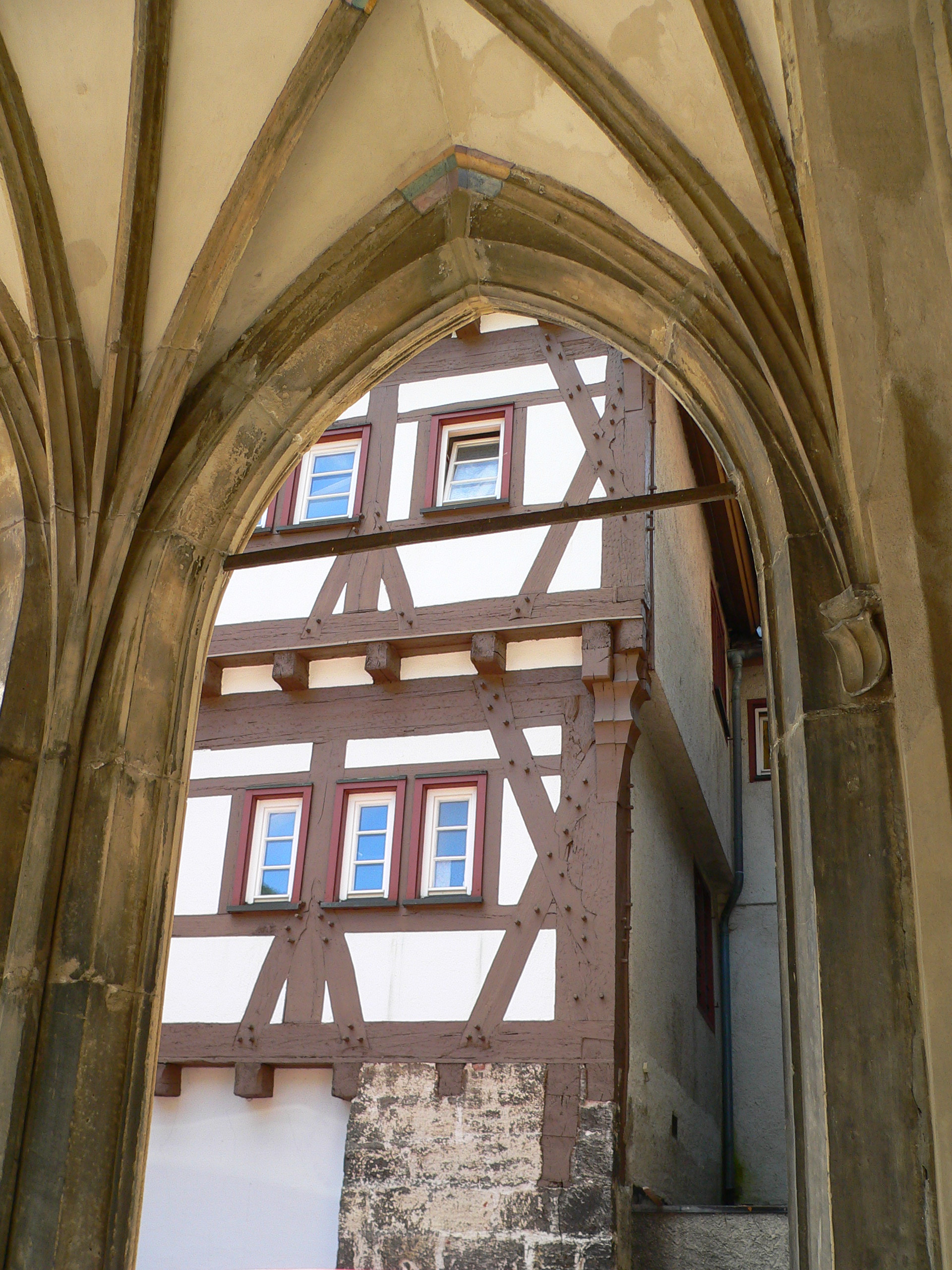
Blick vom Südportal auf das Pfarrhaus
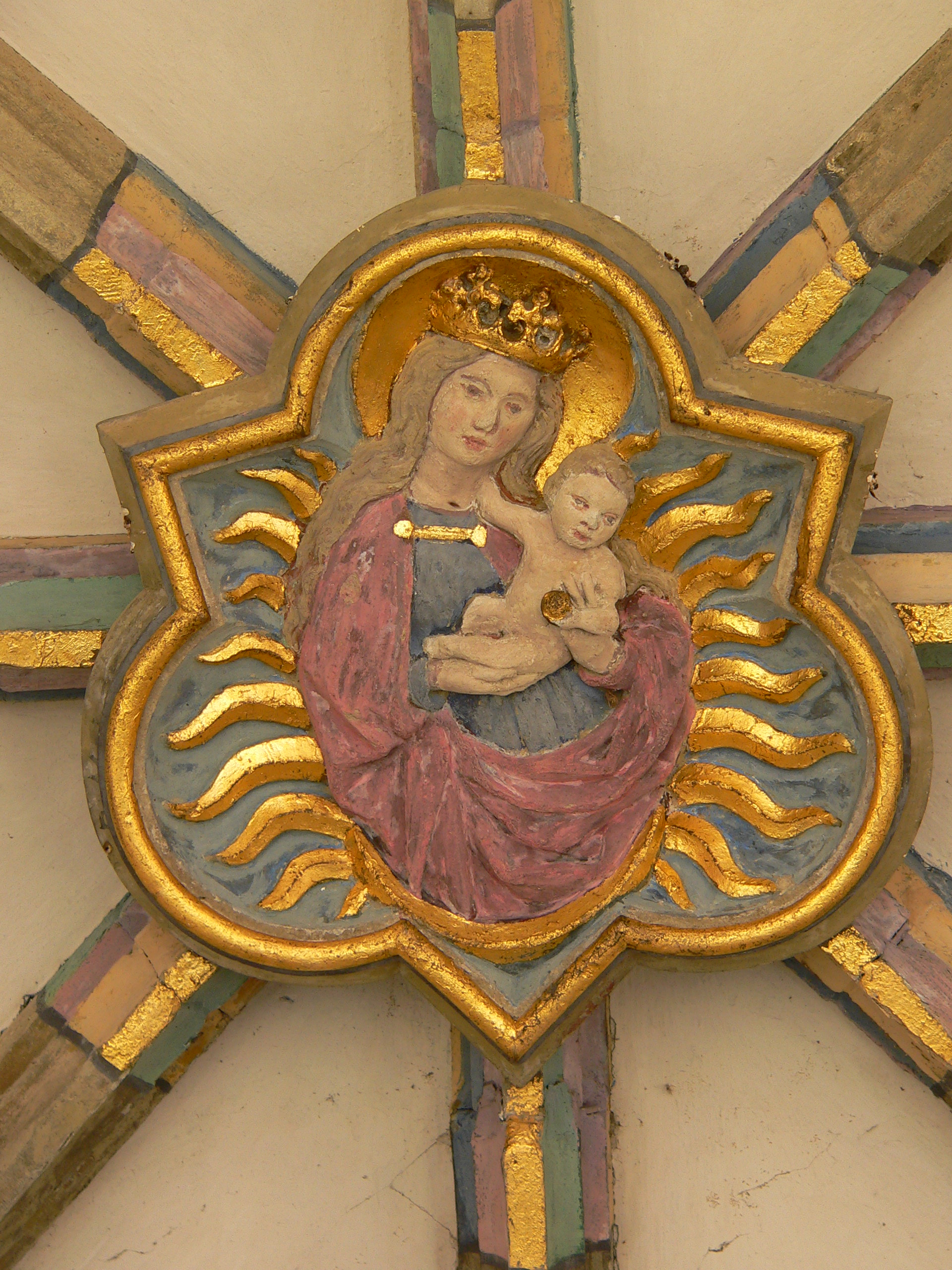
Schluss-Stein oberhalb des Südportals
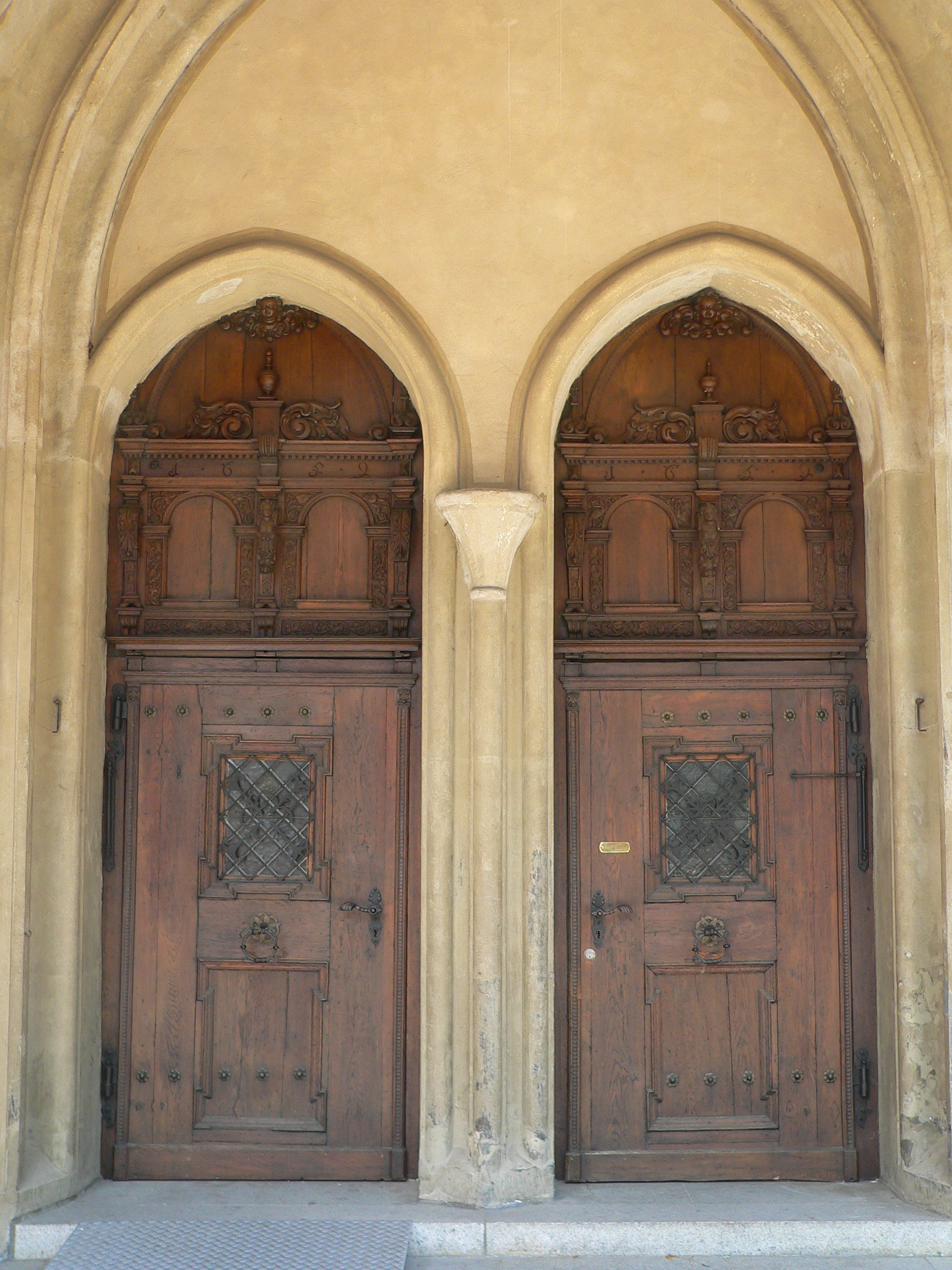
Südportal der Stadtkirche
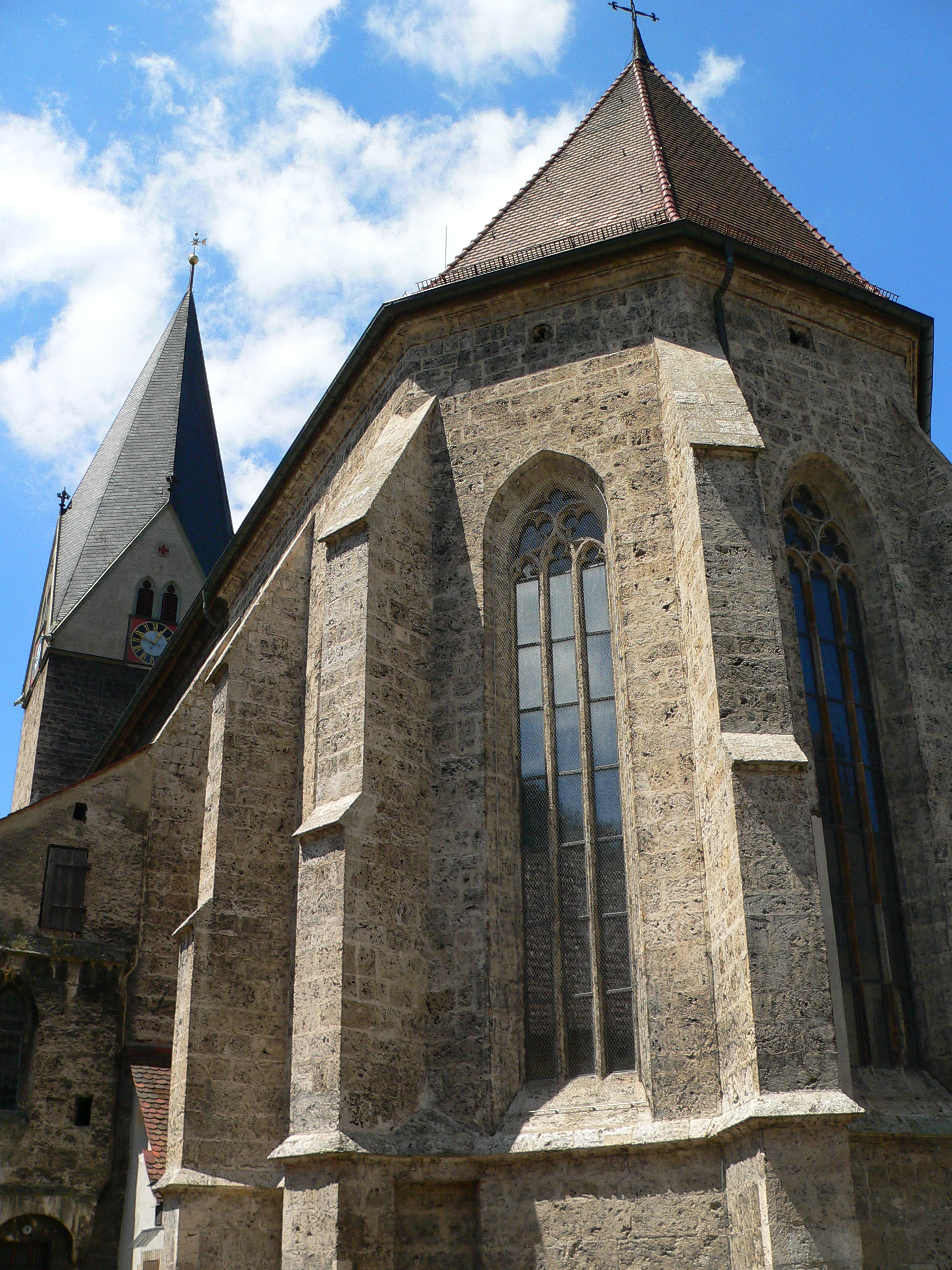
Blick von Osten auf die Stadtkirche
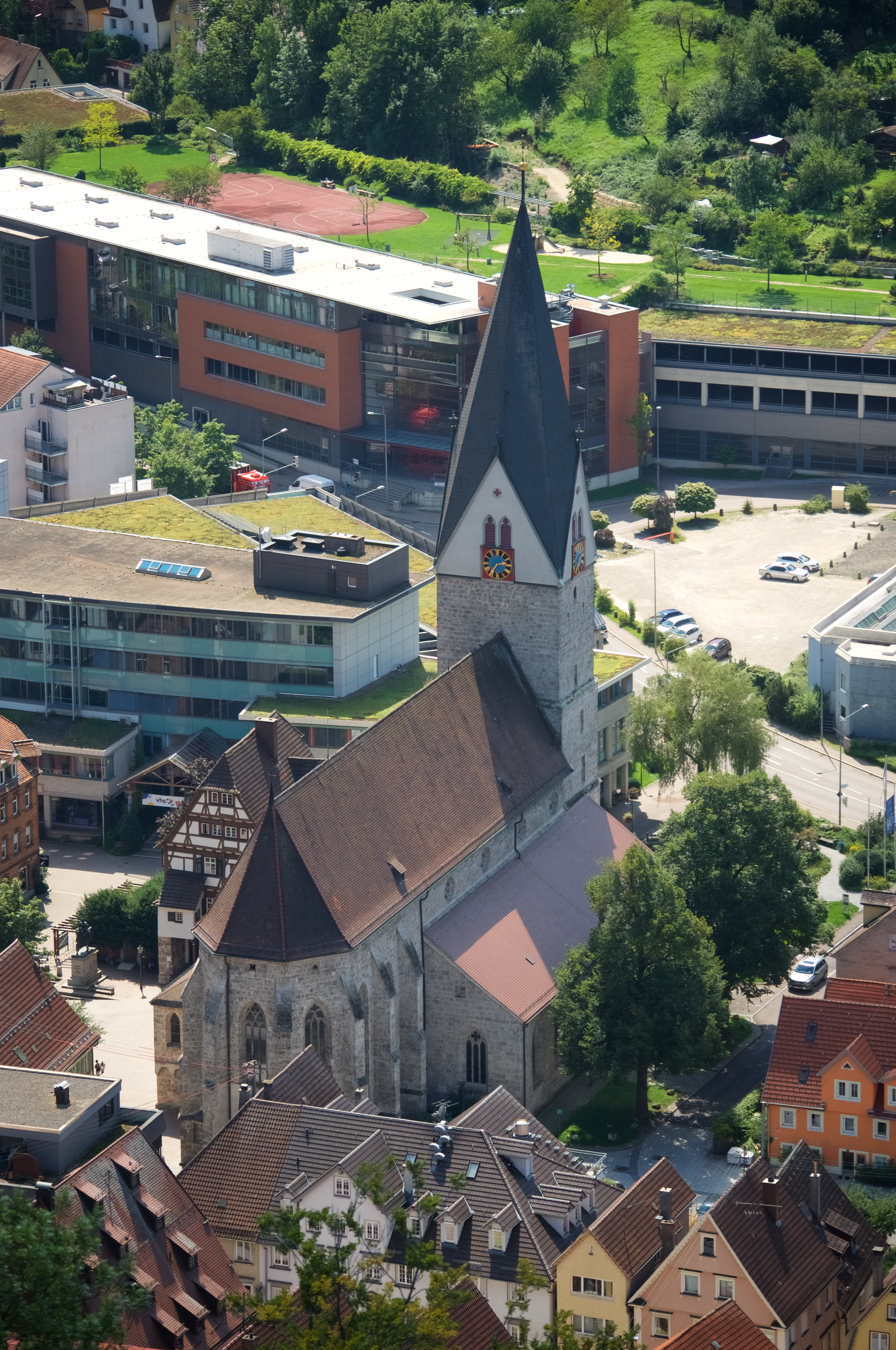
Blick von oben

## Orgel
Die Orgel der Stadtkirche hat 69 Register auf drei Manualen und Pedal. Integriert wurden die Register der bisherigen Chororgel, die als Positiv und Unterwerk jedem Manual und dem Pedal einzeln angekoppelt werden können.
| I Hauptwerk C–c4   |        |
| Flöte              | 16′    |
| Prinzipal          | 08′    |
| Gedeckt            | 08′    |
| Flûte octaviante 0 | 08′    |
| Oktave             | 04′    |
| Traversflöte       | 04′    |
| Doublette          | 02′    |
| Rauschwerk IV      | 02 ⁄3′ |
| Mixtur IV          | 01 ⁄3′ |
| Fagott             | 16′    |
| Trompete           | 08′    |

| II Oberwerk C–c4   |        |
| Rohrgedeckt        | 16′    |
| Prinzipal          | 08′    |
| Lieblich Gedeckt 0 | 08′    |
| Quintatön          | 08′    |
| Oktave             | 04′    |
| Blockflöte         | 04′    |
| Superoktave        | 02′    |
| Waldflöte          | 02′    |
| Quinte             | 01 ⁄3′ |
| None               | 08⁄9′  |
| Sesquialter II     |        |
| Scharf IV-V        | 01′    |
| Zimbel III         | 01⁄3′  |
| Krummhorn          | 08′    |
| Tremulant          |        |

| III Schwellwerk C–c4 |        |
| Gedeckt              | 16′    |
| Prinzipal            | 08′    |
| Rohrflöte            | 08′    |
| Salizional           | 08′    |
| Voix céleste         | 08′    |
| Oktave               | 04′    |
| Kleingedeckt         | 04′    |
| Spitzflöte           | 04′    |
| Nasat                | 02 ⁄3′ |
| Schwiegel            | 02′    |
| Sifflöte             | 01′    |
| Terz-Sept II 0       |        |
| Mixtur IV            | 02′    |
| Dulzian              | 16′    |
| Oboe                 | 08′    |
| Klarine              | 04′    |
| Tremulant            |        |

| Positiv C–c4 |    |
| Gemshorn 0   | 8′ |
| Gemshorn     | 4′ |
| Nachthorn    | 2′ |
| Mixtur IV 0  | 2′ |

| Unterwerk C–c4 |        |
| Bourdon 0      | 8′     |
| Gamba          | 8′     |
| Rohrflöte      | 4′     |
| Prinzipal      | 2′     |
| Terz           | 1 3⁄5′ |
| Tremulant      |        |

| Pedal C–      |           |     |
| Untersatz     | 32′       | (G) |
| Prinzipalbass | 16′       | (G) |
| Subbass       | 16′       | (G) |
| Flöte         | 16′       | (P) |
| Untersatz     | 16′       | (K) |
| Quintbass     | 10 2⁄3′ 0 | (G) |
| Oktavbass     | 08′       | (G) |
| Metallflöte   | 08′       | (P) |
| Holzflöte     | 08′       | (S) |
| Metallflöte   | 04′       | (P) |
| Spitzflöte    | 04′       | (K) |
| Hohlflöte     | 04′       | (S) |
| Bauernpfeife  | 02′       | (S) |
| Hintersatz IV | 05 1⁄3′   | (G) |
| Rauschbass IV | 04′       | (S) |
| Posaune       | 16′       | (G) |
| Trompetenbass | 08′       | (G) |
| Fagott        | 08′       | (K) |
| Clairon       | 04′       | (S) |
| Tremulant     |           | (S) |

- Koppeln:
  - Normalkoppeln: I/II, II/I, III/I, III/II, Pos/I, Pos/II, Pos/III, UnterW/I, UnterW/II, UnterW/III, I/P, II/P, III/P, Pos/P, UnterW/P
  - Suboktavkoppeln: III/I, III/II, III/III,
  - Superoktavkoppeln III/I, III/II, III/III, III/P
- Anmerkungen

(P) = Prospektpedal
(G) = Großpedal
(K) = Kleinpedal
(S) = Solopedal

## Glocken
Im massiven Turm hängen sechs Bronzeglocken mit Schlagtonfolge cis1 – e1 – fis1 – a1 – h1 – cis2 in einem Stahlglockenstuhl, wobei nur noch die kleinste, die sogenannte Taufglocke aus dem historischen Bestand ist. Sie stammt aus dem Jahr 1567. Alle anderen Glocken wurden nach dem Zweiten Weltkrieg in den Jahren 1950 und 1959 von der Glockengießerei Kurtz in Stuttgart gegossen.

## Heutige Wertschätzung
In der örtlichen Zeitung erschien im Sommer 2005 eine mehrteilige Serie über die Geislinger Stadtkirche. Zum Erhalt dieser und zweier anderer Kirchen hat die Evangelische Gesamtkirchengemeinde eine Stiftung gegründet: die Geislinger Drei-Kirchen-Stiftung.